# Магдалена Бочарська
Магдалена Ядвіга Бочарська (пол. Magdalena Jadwiga Boczarska; 12 грудня 1978, м. Краків, ПНР) — польська акторка театру і кіно, член Польської кіноакадемії.

## Із життєпису
Народилася в Кракові, де закінчила загальноосвітній ліцей. У 2001 році завершила навчання в місцевій Академії театрального мистецтва.
Під час навчання брала участь у фестивалі театральних шкіл, що відбувся у 2001 році в Лодзі, де, за роль Жінки в спектаклі «Райський город» (пол. «Rajski ogród»), отримала премію імені Миколая Грабовського.
Театральний дебют відбувся 21 вересня 2002 року в «Новому театрі» Лодзя, де акторка грала головну роль у спектаклі Станіслава Віткевича «Водяна курка» (пол. «Kurka wodna») за постановкою Лукаша Коса. Від 2003 року виходить на сцену Національного театру у Варшаві, грає ролі в театрах Берліну та Словаччини.
Була членом комітету з підтримки Броніслава Коморовського на позачергових виборах президента Польщі у 2010 році та підтримала його кандидатуру на виборах 2015 року.
Перебуває в зв'язку з Матеушем Банасюком. В грудні 2017 року в пари народився син Генрик.

## Вибіркова фільмографія
- Трояндочка (2010)[5]
- Громадянин (2014)
- Остання родина (2016)
- Мистецтво кохання. Історія Міхаліни Віслоцької (2017)
- Найхолодніша гра (2019)[6]
- Мертва хватка (серіал, 2022)

## Нагороди
- Премія ім. Миколая Грабовського за роль Жінки в спектаклі «Райський город» (2001 р.).
- За дебют в головній ролі (спектакль «Курка водна», 2003 р.).
- Для акторського дуету (роль Вівіани, спектакль «Мерлін. Інша історія», разом з Ярославом Гаєвським[pl], 2005 р.).
- За кращу жіночу роль першого плану на 35-у кінофестивалі польських фільмів у Гдині (за роль у фільмі «Трояндочка», 2010 р.).